# Vincent Darré
Vincent Darré, né le 13 janvier 1959 à Paris, est un styliste et architecte d'intérieur français. Il est, pendant plusieurs années, l’assistant et bras droit de Karl Lagerfeld. Il passe du domaine de la mode à la décoration au cours des années 2000.

## Biographie
Il est « fils de bonne famille et d’intellectuels », son père est sociologue communiste et sa mère décrite comme une « féministe, bohème ». Son oncle est Jorge Semprún. Il étudie au studio Berçot. À la fin des années 1970, il croise le disc-jockey Philippe Krootchey et passe à La Main bleue, discothèque de Montreuil ouverte par François Baudot et Philippe Starck. Il fait partie de la « bande » composée parmi d'autres d'Eva Ionesco, Christian Louboutin, Edwige Belmore la physionomiste, ou encore Farida et Djemila Khelfa et devient un habitué du Palace, suppliant la première fois Fabrice Emaer de les laisser rentrer. Il s'y fait remarquer pour ses tenues décalées ou quelque peu excentriques : « il nouait une corde autour de la taille de son pantalon en Prince de Galles et dansait pieds nus ». Dans la discothèque incontournable de cette époque, il côtoie Olivia Putman, Pierre Le-Tan, fait la connaissance de Paquita Paquin, d'Azzedine Alaïa ou Arielle Dombasle.
Vincent Darré est durant six ans avec Karl Lagerfeld chez Fendi, puis passe chez Moschino, avant de devenir directeur artistique de Ungaro, d'où il est renvoyé.
« J'ai pris du recul et réalisé que, quand je dessinais des meubles, je m'amusais comme un fou ». Dans les années 2000, il fonde son entreprise, « Maison Darré », implantée la décennie suivante rue Royale dans un appartement servant à la fois de bureaux et de showroom,.
Il est appelé par André et Olivier Zahm pour décorer Le Baron à New York. Puis au 21 de la place Vendôme, dans des salons de la maison Elsa Schiaparelli à la décoration décrite comme « fantasque » il recrée l’ambiance surréaliste et décalée des années passées de façon hétéroclite, par les meubles de sa création, associés à des toiles de Pierre Le-Tan, des dessins de Jean Cocteau, des anciens miroirs de Saint Laurent et toutes sortes d'objet. En mars 2014, il est annoncé dans le projet gastronomique et culturel « La Jeune Rue ». L'année suivante, il décore les six suites de l'Hôtel Montana de Jean-Yves Le Fur à proximité du Flore dont il avait déjà décoré le bar quelques années auparavant ; il y mélange des pièces très variées à ses propres créations, instituant un style différent à chaque étage,. Fin 2015, il  crée une collection surréaliste de meubles inspirés de Salvador Dali.
En parallèle durant toutes ces années, il a de petits rôles dans les films Scénarios sur la drogue et l'épisode réalisé par Guillaume Canet, Mon idole du même réalisateur en 2002, dans Michel Vaillant l'année suivante, puis est responsable des costumes dans le téléfilm Milady de Josée Dayan. Il est visible dans Fashion ! le reportage sur la mode des années 1980.
Collaborateur régulier de L'Officiel depuis 2013 en tant que « curateur » pour plusieurs numéros par an, il intègre ses dessins et invite dans le magazine ses amis Bernard Chapuis, Philippe Azoury ou Paquita Paquin à participer.
Il met en scène 200 pièces, datant des années 1930 à 1950, du Mobilier national à la galerie des Gobelins fin 2022 et fait fabriquer des décors personnalisés pour l'évènement.
Décrit comme un « dandy noceur » par L'Express ou le « symbole d’un art de vivre artisanal  et déjanté » par Paris Match, « excentrique » et baroque, il reste avant tout un expert des arts décoratifs n'hésitant pas à remettre en question les préceptes de son domaine d'activité avec « son style chic et décalé » s'inspirant des surréalistes ou du dadaïsme.

## Publications
- Marie-France Boyer et Vincent Darré, Intérieurs surréalistes, New York/Paris/London etc., Rizzoli Flammarion, décembre 2018, 221 p. (ISBN 978-0-8478-6461-4)
- Vincent Darré, préface Laurence Benaïm, Le petit théâtre de Vincent Darré, Flammarion, 27 octobre 2021, 216 p.  (ISBN 978-2-0802-6210-3)